# Nelima coreana
Nelima coreana is een hooiwagen uit de familie Sclerosomatidae.